# Dolce I de Pallars Jussà
Dolce I di Pallars Jussà, in spagnolo Dulce, in catalano Dolça, in francese Douce (prima metà secolo XII – 1198 circa), fu l'ultima Contessa di Pallars Jussà dal 1182 al 1192.

## Origine
Secondo il capitolo n° XXXVI del libro XLVI della España sagrada. 46, De las santas iglesias de Lérida, Roda y Barbastro, Dolce era l'unica figlia del Conte di Pallars, Bernardo Raimondo I e di Toda, di cui non si conoscono gli ascendenti.

Secondo il capitolo n° XXXVI del libro XLVI della España sagrada. 46, De las santas iglesias de Lérida, Roda y Barbastro, Bernardo Raimondo era il figlio terzogenito del Conte di Pallars, Raimondo IV e di Valença de Tost, che era figlia di Arnau Mir de Tost, signore di Àger. e della moglie Arsenda (confermato dal testamento di Arsenda.

## Biografia
Suo padre, Bernardo Raimondo fu al seguito del conte di Barcellona, Gerona e Osona, Raimondo Berengario III di Barcellona, nelle sue campagne militari contro i Saraceni di Lleida, e si ritiene che morí a la battaglia di Corbins nel 1126. 

A Bernardo Raimondo succedette il nipote, Arnaldo Mir I, a cui succedette il figlio, Raimondo V, che morì prematuramente, nel settembre 1177, ed al quale succedette la figlia, Valença I, che morì nel 1182 circa.
Dopo la morte di Valença, in ottemperanza alla volontà di Arnaldo Mir I, la contea passò all'ultimo discendente vivente: Dolce I, che, dopo una decina di anni, dopo essere rimasta vedova, la cedette al conte di Barcellona e re di Aragona, Alfonso II il Casto, che la ratifico, nel 1192.

## Matrimonio e discendenza
Dolce aveva sposato un nobile catalano della casa dei De So. 

Dolce al marito non aveva dato figli